# Željko Loparić
Željko Loparić (Cvetković, 3 de dezembro de 1939) é um filósofo, historiador da filosofia e professor universitário croata e naturalizado brasileiro. Atualmente é professor titular aposentado na Universidade Estadual de Campinas e docente junto ao Programa de Estudos Pós-Graduados em Psicologia Clínica da PUCSP, desde 1994.